# Обратимый элемент
Обратимый элемент — элемент кольца с единицей, для которого существует обратный элемент относительно умножения. Другое название — делитель единицы. Также, в основном в переводах с английского, встречается название единица, что может вызывать путаницу с единичным элементом (в английских источниках используются два разных термина: unit element и Identity element).
Иначе говоря, элемент кольца {\displaystyle a} называется обратимым, если существует элемент {\displaystyle b}, такой что
{\displaystyle ab=ba=e,}
где {\displaystyle e} — единичный элемент кольца.
Множество всех обратимых элементов кольца образует мультипликативную группу, называемую группой обратимых элементов (реже группой единиц). Эта группа всегда непустая, так как содержит как минимум единицу кольца.

## Ассоциированные элементы
Элементы {\displaystyle r,s\in R} называют ассоциированными и пишут {\displaystyle r\sim s}, если {\displaystyle r|s} и {\displaystyle s|r}. В случае, когда {\displaystyle R} является областью целостности, определение обычно заменяется на равносильное через существование такого обратимого элемента {\displaystyle u}, что {\displaystyle r=us}.

## Группа единиц
Обратимые элементы кольца {\displaystyle R} образуют группу {\displaystyle U(R)} по умножению, группу единиц кольца {\displaystyle R}. Другие общепринятые обозначение — {\displaystyle R^{\times }}, {\displaystyle R^{*}} и {\displaystyle E(R)} (от немецкого Einheit).
В коммутативном кольце {\displaystyle R} группа обратимых элементов кольца {\displaystyle U(R)} действует стандартным образом на {\displaystyle R} посредством умножения. Орбиты этих действий называются множествами ассоциированных элементов.
Можно показать, что {\displaystyle U} — это функтор из категории колец в категорию групп: каждый гомоморфизм колец {\displaystyle f:R\rightarrow S} порождает гомоморфизм групп {\displaystyle U(f):U(R)\rightarrow U(S)}, поскольку {\displaystyle f} отображает единицы в единицы.
Кольцо {\displaystyle R} является телом тогда и только тогда, когда {\displaystyle U(R)=R\backslash \{0\}}.

## Примеры
- В кольце целых чисел два делителя единицы: {\displaystyle \pm 1}.
- В кольце вычетов по модулю m обратимыми элементами являются вычеты, взаимно простые с модулем m. Они образуют мультипликативную группу кольца вычетов.
- В кольце гауссовых целых чисел четыре делителя единицы: {\displaystyle \pm 1,\pm i}.
- В кольце многочленов над полем любой ненулевой элемент поля коэффициентов (как многочлен нулевой степени) является делителем единицы.